# Пенакі Зиновій Федорович
Зино́вій Фе́дорович Пена́кі (нар. 7 листопада 1923 — пом. 3 грудня 1995) — учасник Другої світової війни, розвідник батареї, сержант, Герой Радянського Союзу (1943).

## Біографія
Народився 7 листопада 1923 року в селі Вікторівка Березанського району Миколаївської області в селянській родині. Українець. Член ВКП(б) з 1946 року. Закінчив середню школу.
До лав РСЧА призваний Тілігуло-Березанським РВК Миколаївській області Української РСР 21 червня 1941 року.
Учасник німецько-радянської війни з липня 1941 року. У складі військ Південного фронту брав участь у Тирасполь-Мелітопольській, Донбаській і Ростовській оборонних операціях. 21 листопада 1941 року в бою під Таганрогом був поранений.
З липня 1942 року перебував на Сталінградському фронті. Учасник оборони Сталінграда, в бою 18 листопада 1942 року був вдруге важко поранений.
Після одужання, з квітня 1943 року і до кінця війни — розвідник 1-ї гвардійської артилерійської дивізії РГК на Центральному, Білоруському, 1-му Українському фронтах. Брав участь в Курській битві, де отримав свою першу нагороду — медаль «За відвагу». Потім брав участь у Чернігівсько-Прип'ятській наступальній операції.
Особливо старший розвідник-спостерігач батареї управління 2-й гвардійської гаубичної артилерійської бригади 1-ї гвардійської артилерійської дивізії прориву Резерву Головного Командування 65-ї армії Центрального фронту гвардії сержант Пенакі Зиновій Федорович відзначився в ході битви за Дніпро. 15 жовтня 1943 року розвідник одним з перших вийшов на лівий беріг Дніпра, на човні під вогнем ворога переправився на західний беріг в районі села Щитці Лоєвського району Гомельської області. Розвідавши місце розташування ворожих позицій і його ворожі точки, в нашвидкоруч полагодженому розбитому човні повернувся на лівий беріг і доповів розвідані командиру своєї артилерійської бригади. Артилерійський вогонь по точно вказаним розвідником цілям надав значну допомогу стрілецьким підрозділам в битві за плацдарм. Протягом доби, у тому числі і вночі, сержант Пенакі ще 4 рази переправлявся через Дніпро, виявляючи і доповідаючи командуванню дані для артилерійського вогню. За його даними, цього дня були знищені 2 мінометні батареї, 1 спостережний пункт, 3 кулеметні точки, багато живої сили ворога. 16 жовтня на тому ж плацдармі виявив замасковану артилерійську батарею супротивника, яка була знищена вогнем радянської артилерії. Того ж дня відважно діяв під час штурму укріпленої смуги оборони ворога в районі сіл Крупейки — Бивалки Гомельської області. Одним з перших він увірвався до ворожої траншеї, у ближньому бою знищив до 20 солдатів ворога.
У подальшому брав участь в проведенні Проскурівсько-Чернівецької, Львівсько-Сандомирської, Вісло-Одерської, Нижньо-Сілезької та Берлінської операцій. З 1944 року командував відділенням батареї управління розвідки дивізії. У Вісло-Одерській операції замінив вибулого командира взводу і тривалий час виконував обов'язки командира взводу, діяв вміло і відважно, за що був нагороджений орденом Слави 3-го ступеня.
Наприкінці квітня 1945 року відкликаний з фронту на навчання. Закінчив курси молодших лейтенантів при Центральній групі військ у 1945 році. З серпня 1945 року молодший лейтенант З. Пенакі — командир взводу полкової школи сержантів. З грудня 1946 року — командир вогневого взводу батареї важкої гаубичної артилерійської бригади руйнування. З червня 1949 року — літературний співробітник редакції газети «Залп» артилерійської дивізії.
У 1953 році закінчив Ленінградські курси удосконалення політскладу імені Ф. Енгельса. З січня 1955 року — заступник з політчастини командира військової батареї дивізійної школи.
У 1959 році закінчив Військово-політичну академію
З липня 1959 року — заступник з політчастини командира окремої дивізії реактивної артилерії. З травня 1960 року — заступник командира політчастини окремого винищувального протитанкового артилерійського полку.
З січня 1964 року — у Ракетних військах стратегічного призначення СРСР, заступник начальника політичного відділу 47-го навчального центру РВСП в місті Котовськ Одеської області.
З серпня 1966 року — начальник політвідділу — заступник командира 37-ї гвардійської ракетної дивізії (Луцьк Волинській області).
У квітні 1972 року полковник З. Ф. Пенакі вийшов у запас. Жив у місті Одеса. Помер 3 грудня 1995 року. Похований на Таїровському цвинтарі Одеси.

## Нагороди
Указом Президії Верховної Ради СРСР від 24 грудня 1943 року сержанту Пенакі Зиновію Федоровичу присвоєне звання Героя Радянського Союзу з врученням ордена Леніна і медалі «Золота Зірка» (№ 2313).
Також нагороджений орденами Вітчизняної війни 1-го (11.03.1985) і 2-й (7.09.1944) ступенів, двома орденами Червоної Зірки (1956, 1968), орденом Слави 3-го ступеня (20.02.1945), медалями «За відвагу» (16.07.1943), «За оборону Сталінграда» (1943), іншими медалями.